# Mamadou Zongo
Pour les articles homonymes, voir Zongo (homonymie).
Mamadou Zongo surnommé "Bebeto", né le 8 octobre 1980, est un entraîneur et ancien footballeur (attaquant) burkinabè.

## Biographie

### Carrière en club
Mamadou Zongo naît le 8 octobre 1980 à Bobo-Dioulasso. En novembre 2007, il signe un transfert gratuit pour le club roumain de Cluj, avec un salaire de 9 000 dollars par mois. Après deux matchs, il est libéré par le conseil d'administration du club en décembre 2007, en raison d'une blessure récurrente au genou. En octobre 2010, il signe un nouveau contrat avec l'ASFA Yennega du Burkina Faso et passe les deux dernières années de sa carrière avec le club,.

### Carrière internationale
Zongo fait partie de l'équipe nationale du Burkina Faso lors de la Coupe d'Afrique des Nations 2000, qui termine à la dernière place du groupe C au premier tour de la compétition et n'a donc pas réussi à se qualifier pour les quarts de finale. Il compte 30 sélections et 13 buts.

### Carrière d'entraîneur
En avril 2013, Zongo devient l'entraîneur principal du club burkinabé de Santos.
Il est nommé entraîneur-chef de l'Association sportive des fonctionnaires de Bobo-Dioulasso (ASFB) en 2015. 

### Trophées
RC Bobo
- Première Ligue burkinabé : 1996

ASEC Mimosas
- Première Division de Côte d'Ivoire : 1997
- Coupe de Côte d'Ivoire : 1997